# Mallomys
A Mallomys az emlősök (Mammalia) osztályának a rágcsálók (Rodentia) rendjébe, ezen belül az egérfélék (Muridae) családjába tartozó nem.

## Rendszerezés
A nembe az alábbi 7 faj tartozik (ezekből eddig, csak négy van leírva és megnevezve):
- Mallomys aroaensis De Vis, 1907
- hegyi pápuapatkány (Mallomys gunung) Flannery, Aplin, & Groves, 1989
- alhavasi pápuapatkány (Mallomys istapantap) Flannery, Aplin, & Groves, 1989
- Rothschild-pápuapatkány (Mallomys rothschildi) Thomas, 1898 – típusfaj
- Mallomys sp. nov.[1][2][3][4]
- Mallomys sp. nov.
- Mallomys sp. nov.